# اسکایلر کولفکس
اسکایلر کولفکس انگلیسی: Schuyler Colfax؛ زاده ۲۳ مارس ۱۸۲۳ – درگذشته ۱۳ ژانویه ۱۸۸۵) یک سیاستمدار اهل ایالات متحده آمریکا بود.